# Neoneides muticus
Neoneides muticus är en insektsart som först beskrevs av Thomas Say 1832.  Neoneides muticus ingår i släktet Neoneides och familjen styltskinnbaggar. Inga underarter finns listade i Catalogue of Life.